# (36235) Sergebaudo
(36235) Sergebaudo ist ein Asteroid des Hauptgürtels, der am 1. November 1999 von der tschechischen Astronomin Lenka Kotková (damals noch unter ihrem Geburtsnamen Lenka Šarounová) an der Sternwarte Ondřejov (IAU-Code 557) in Ondřejov u Prahy entdeckt wurde.
Der Asteroid gehört zur Maria-Familie, einer nach (170) Maria benannten Gruppe von Asteroiden.
Der Himmelskörper wurde am 6. März 2004 nach dem französischen Dirigenten Serge Baudo (* 1927) benannt, der über mehrere Jahre Erfolge beim Musikfestival von Aix-en-Provence feierte und seit 2001 Musikdirektor des Prager Symphonie-Orchesters ist.